# Casier judiciaire en France
Pour les articles homonymes, voir Casier judiciaire (homonymie).
Le casier judiciaire (appelé officiellement « casier judiciaire national automatisé ») est en France, un fichier informatisé, recensant les condamnations pénales, mais également les personnes déclarées atteintes de troubles mentaux.
Il est tenu par un centre de traitement situé à Nantes. Il est dirigé par un magistrat, sous le contrôle et l'autorité du directeur des affaires criminelles et des grâces. Les casiers judiciaires sont échangés au sein de l'Union européenne dans le cadre de la coopération policière et judiciaire en matière pénale (programme ECRIS).

## Histoire

### Avant 1900
Depuis l'interdiction de marquer au fer rouge ou d'essoriller les criminels par la loi du 31 août 1832 et face à la recrudescence des récidives, la police française développe différents moyens pour mieux suivre les criminels (casier judiciaire puis bertillonnage).
L'origine du Casier judiciaire remonte à 1848. Il fut créé par le magistrat Arnould Bonneville de Marsangy, procureur à Versailles qui proposa l'idée du casier judiciaire tenu sur fiches classées dans la juridiction du lieu de naissance. Son application fut organisée en 1850 par une circulaire du Garde des Sceaux Eugène Rouher.

### Depuis 1900
Au début du XXe siècle, le gouvernement français crée le Fichier des personnes nées à l'étranger ou dans les colonies. Ce fichier est localisé à Nantes.
Lorsque le casier judiciaire national est créé à la fin des années 1970, avec une entrée en vigueur à compter de 1982, la Direction des affaires criminelles et des grâces estime utile d'utiliser le fichier déjà existant et de le développer pour créer l'ensemble des fiches pénales devant être intégrées dans le Casier judiciaire, d'où le choix de la ville de Nantes.
L'interconnexion des casiers judiciaires au niveau européen (programme ECRIS) permet, en 2011, l'échange de casier entre 12 pays d'Europe.

## Rôle
Le casier judiciaire est établi afin de répondre à trois objectifs :
- mémoriser les condamnations pénales (ainsi qu'un ensemble d'autres décisions)
- gérer les informations dans le respect des règles légales d'effacement
- restituer ces informations sous forme de bulletins au contenu variable selon la nature du destinataire (juridictions, administrations, particuliers)

## Nature des informations enregistrées
- condamnations prononcées par les juridictions pénales, y compris des condamnations étrangères transmises à la France en vertu de conventions internationales, ou exécutées en France. Depuis la loi du 12 décembre 2005, les condamnations pénales étrangères prononcées dans un état membre de l'Union européenne peuvent être retenues au titre de la récidive.
- certaines condamnations prononcées par les juridictions commerciales (liquidation judiciaire, faillite personnelle…)
- certaines décisions civiles, administratives ou disciplinaires

## Bulletins de casier judiciaire
Connus également sous le nom d'extraits de casier judiciaire, les bulletins rassemblent tout ou partie des informations contenues dans le casier judiciaire. Ils sont de trois types :

### Bulletinno1
Il comporte l'ensemble des condamnations et des décisions portées au casier judiciaire (certaines de ces informations sont retirées après expiration de délais, amnisties, réhabilitation légale ou judiciaire). Le bulletin no 1 n'est remis qu'aux autorités judiciaires et aux greffes pénitentiaires.

### Bulletinno2
Il comporte la plupart des condamnations figurant au bulletin no 1 à l'exception notamment des condamnations prononcées à l'encontre des mineurs (jusqu'à deux mois d'emprisonnement), des décisions étrangères, des contraventions, et des condamnations avec sursis lorsque le délai d'épreuve a expiré (« sursis non-avenu »).
Il est possible de demander au juge qu'une condamnation ne figure pas au bulletin no 2 (celle-ci demeure inscrite cependant sur le bulletin no 1). Toutefois, les nouvelles dispositions de la loi dite Perben II (Loi du 9 mars 2004 complétant l'article 775 CPP) empêchent les auteurs de certains délits (infractions sexuelles ou violentes visées à l'article 706-47 CPP) de bénéficier de cet effacement.
Le bulletin no 2 est destiné à certaines autorités administratives et militaires pour des motifs précis : accès à un emploi public, obtention d'une distinction honorifique par exemple.
Certains employeurs privés (travail auprès de mineurs par exemple) y ont également accès.
En matière de contestation d'inscription sur les listes électorales, le bulletin délivré est un sous-ensemble du bulletin no 2 où ne figurent que les condamnations entraînant des incapacités en matière d'exercice du droit de vote (article 775, avant-dernier alinéa).

### Bulletinno3
Le bulletin no 3 ne comporte que les condamnations pour crime ou délit à un emprisonnement de plus de deux ans sans aucun sursis (ou dont le sursis a été entièrement révoqué), les peines d'emprisonnement inférieures à deux ans si la juridiction a ordonné leur mention au bulletin no 3, les interdictions, déchéances ou incapacités sans sursis pendant leur durée, les peines de suivi socio-judiciaire ou d'interdiction d'exercer une activité professionnelle ou bénévole impliquant un contact habituel avec des mineurs pendant la durée de la mesure.
Il est possible de demander au juge qu'une condamnation ne figure pas au bulletin no 3 (celle-ci demeure inscrite cependant sur les bulletins no 1 et no 2).
Ce bulletin ne peut être remis qu'à l'intéressé lui-même, ou à son représentant légal.
Pour les personnes nées en France métropolitaine, dans un DROM, dans une COM (Saint-Barthélemy, Saint-Martin, Saint-Pierre-et-Miquelon) ou à l'étranger, la demande peut être faite directement et gratuitement sur le site de la Justice. Les personnes nées à Wallis-et-Futuna, en Nouvelle-Calédonie ou en Polynésie française doivent s'adresser au greffe du tribunal dont dépend leur lieu de naissance.
Il existe également un casier judiciaire des personnes morales pour lesquelles il n'existe pas de bulletin no 3.

### Exclusions et effacement
Les condamnations figurant normalement au bulletin numéro 2 ou 3 peuvent en être exclues à l'audience ou par jugement ultérieur, sur requête auprès du tribunal qui a prononcé la condamnation (et sauf condamnation pour les infractions sexuelles ou violentes de l'article 706-47 CPP : cf. article 775-1 CPP in fine).
Sont effacées les condamnations en cas :
- d'amnistie ;
- de réhabilitation de plein droit ou judiciaire ; depuis la loi du 5 mars 2007, la réhabilitation n'efface plus les condamnations que du B2, sauf décision spéciale d'effacement du B1 en cas de réhabilitation judiciaire ;
- les condamnations de plus de 40 ans (date de prononcé), sans nouvelle peine criminelle ou correctionnelle ;
- les condamnations non avenues sont retirées du B1 à l'issue d'un délai emprunté à celui de la réhabilitation légale (article 769 3e CPP qui renvoie aux délais de 133-13 du CP) : la loi du 5 mars 2007 a également abrogé cette disposition, et les condamnations avec sursis relèvent désormais également de la réhabilitation (mais sont effacées du B2 à la date où elles deviennent non-avenues) ;
- les contraventions ou les compositions pénales, 3 ans après qu’elles sont devenues définitives, sauf nouvelle condamnation.

Remarques :
- Il est également possible sous certaines conditions d'obtenir un effacement du bulletin no 2 du casier judiciaire en justice. Il faut pour cela introduire des requêtes en désinscription du casier judiciaire. Cette demande peut être formulée avec ou sans un avocat mais le recours à un expert sécurisera la demande. Elle doit obligatoirement être introduite après un délai de 6 mois depuis le prononcé de la dernière condamnation. Le juge compétent est celui qui a prononcé la dernière condamnation.
- En l'absence de condamnation devant figurer au bulletin, celui-ci comporte la mention « NÉANT » (bulletins n°1 et 2 - articles R. 78 et R. 81 du code de procédure pénale), ou une barre transversale (bulletin n°3 - cf. art. R. 84 du code de procédure pénale).

## Confidentialité
L'accès au casier judiciaire est prévu par la loi : le B1 n'est délivré qu'aux autorités judiciaires, le B2 principalement à certaines administrations telles que le ministère des Armées ou les préfectures, le B3 n'est délivré qu'à l'intéressé lui-même. Se faire délivrer en prenant un faux nom ou une fausse qualité le casier d'un tiers est un délit passible de 7 500 euros d'amende,.